# Barjac (Gard)
Barjac település Franciaországban, Gard megyében. Lakosainak száma 1606 fő (2022. január 1.). Barjac Bessas, Labastide-de-Virac, Orgnac-l’Aven, Saint-Sauveur-de-Cruzières, Vagnas, Montclus, Saint-Jean-de-Maruéjols-et-Avéjan és Saint-Privat-de-Champclos községekkel határos.

## Népesség
A település népességének változása:
| Lakosok száma | 1056 | 1241 | 1361 | 1498 | 1564 | 1576 | 1596 | 1620 | 1616 | 1606 |
|               | 1968 | 1982 | 1990 | 2006 | 2013 | 2015 | 2017 | 2019 | 2020 | 2022 |